# The Little Indian Martyr
Pour plus de détails, voir Fiche technique et Distribution.
The Little Indian Martyr est un film muet américain réalisé par Colin Campbell et sorti en 1912.

## Fiche technique
- Réalisation : Colin Campbell
- Scénario : Lanier Bartlett
- Production : William Nicholas Selig
- Date de sortie : États-Unis : 29 août 1912

## Distribution
- Tom Santschi
- Wheeler Oakman
- Roy Clark : Chiquito
- Al Ernest Garcia
- Fernando Gálvez
- Eugenie Besserer